# Michael Witte & Band
Michael Witte & Band sind eine deutschsprachige Singer-Songwriter-Band aus Osnabrück und Aachen.

## Geschichte
Frontmann Michael Witte ist deutscher Sänger, Gitarrist und Songschreiber. Er lebt in Aachen, ist verheiratet und hat einen Sohn.
Witte begann schon in früher Kindheit sich für Musik zu interessieren und sammelte Eindrücke aus den verschiedenen Musikrichtungen. Nach ersten Banderfahrungen als Gitarrist, Arbeiten als Komponist, Texter und zunehmend als Sänger, bei Live-Auftritten und selbst produzierten Aufnahmen im eigenen Heim-Studio veröffentlichte er 2002 die erste EP „Fisch auf Asphalt“. Im September 2005 gewann Michael Witte mit dem Song „Fisch auf Asphalt“ den zweiten Platz beim Song-Contest der Musikerzeitschrift „BEAT“, worauf er befreundete Musiker der Osnabrücker Szene ins Boot holte, um seine Musik live zu präsentieren.
Gerwin Spalink (Schlagzeug), Michael Schmidt (Bass), Martin Lutze (E-Gitarre) sowie Sabrina Mertinkat (die in den 1990er Jahren bereits bei der Girlgroup Die Schweine Violine spielte) bildeten seitdem die Begleitband. Mit Veröffentlichung der CD „Straßen und Kurven“ wechselte jedoch ein Teil der Bandbesetzung: Alex Rosenhof spielte Gitarre und Ralf Strotmann Bass. 2010 verließ Ralf Strotmann die Band, ersetzt wurde er Ende 2010 durch Christian Kittel. Als weitere Verstärkung kam 2012 noch Lilia Kirkov an der Violine und dem Kontrabass hinzu.
2015 wurde Michael Witte für seine Leistungen als Songwriter mit dem „Deutschen Rock & Pop Preis“ ausgezeichnet und in einer weiteren Kategorie nominiert.

## Diskografie

### Alben
- 2006: Die Welt bewegt (Housemaster Records)
- 2009: Straßen und Kurven (Timezone Records)
- 2013: Zirkushimmel (Timezone Records)
- 2020: Der Hase Leben (Timezone Records)

### EPs
- 2001: Fisch auf Asphalt

### Sonstiges
- 2011: The Aachen String Theory

### Singles
- 2015: Das Salz in unseren Augen (Timezone Records)
- 2016: Ich möchte Dich nicht sehn (Timezone Records)